# 巴特角
77°39′S 164°14′E / 77.650°S 164.233°E
巴特角是南極洲的海岬，位於維多利亞地的斯科特海岸，處於費拉爾冰川終點的麥克默多灣，該海岬現時由南極條約體系管理。